# Гибянські пагорби
Гибянські пагорби (Hybianska pahorkatina) — геоморфологічна підодиниця Ліптовської улоговини. Місце розташування — округи Ліптовський Мікулаш і Попрад. Середня висота складає 670 метрів..